# 克林冰川
克林冰川（英語：Crean Glacier），是南極洲的冰川，位於南喬治亞島北岸，長6.4公里，流經威爾肯斯峰，最終注入南極灣，由英國南極名稱諮詢委員會命名，現時由英國海外領土管轄。